# 1394 w literaturze
Wydarzenia literackie w 1394 roku.

## Urodzili się
- Karol Orleański, francuski arystokrata i poeta